# Rachiplusia detrusa
Rachiplusia detrusa är en fjärilsart som beskrevs av Walker 1857. Rachiplusia detrusa ingår i släktet Rachiplusia och familjen nattflyn. Inga underarter finns listade.